# Kuredhdhoo
Kuredhdhoo ou Kuredu est une petite île inhabitée et un motu des Maldives dans l'océan Indien, en Asie du Sud, devenue une des îles-hôtel de luxe des Maldives.

## Géographie

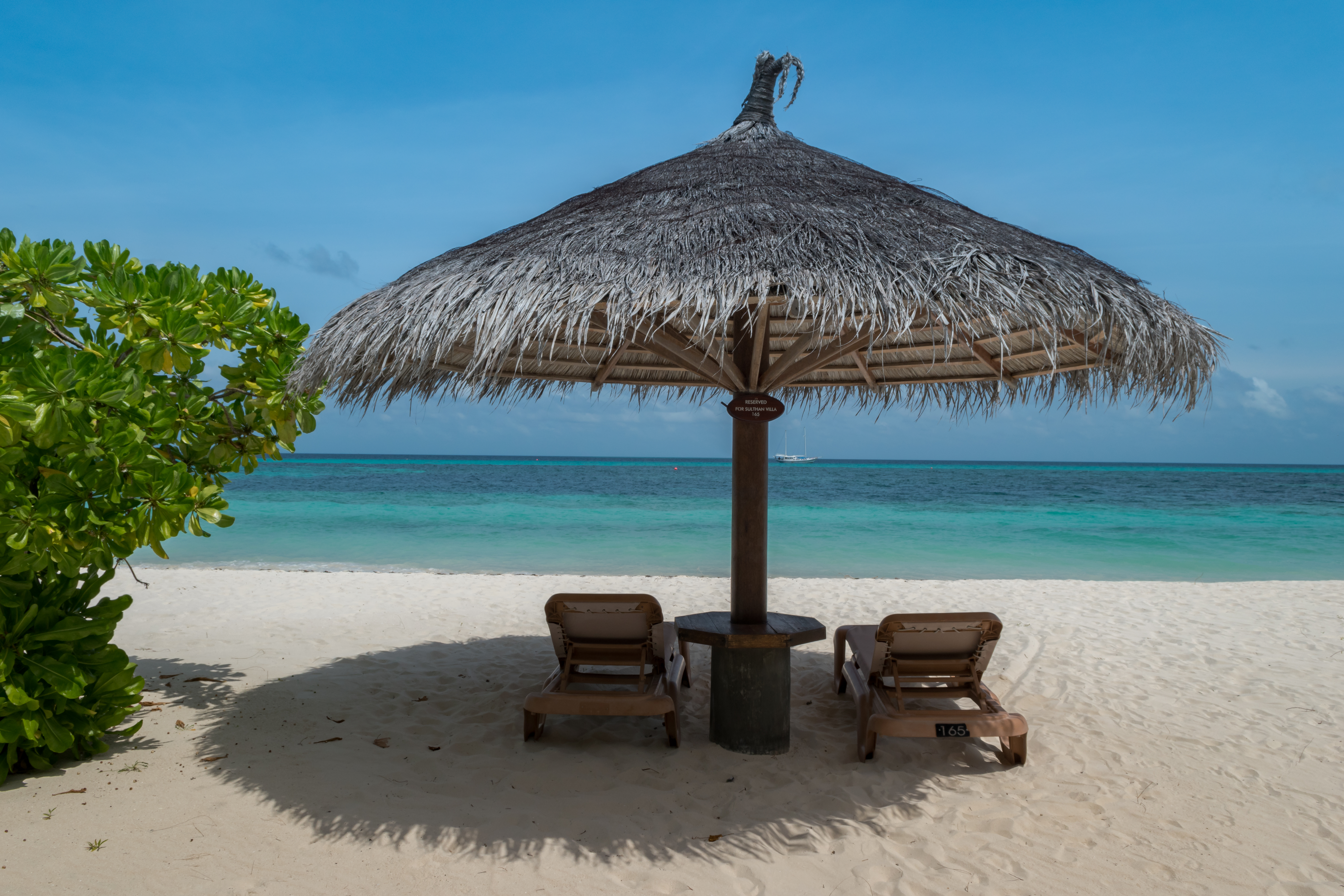
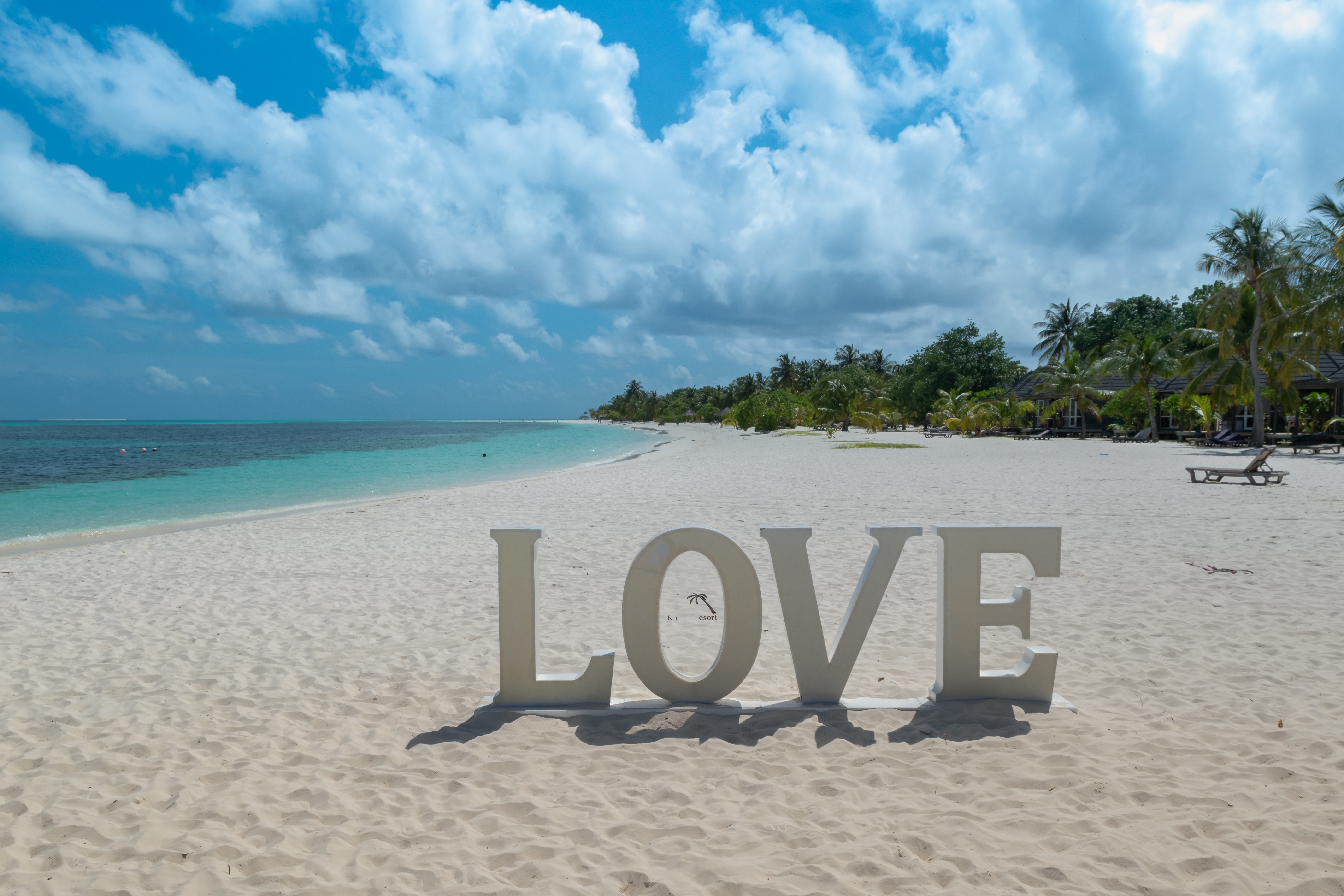
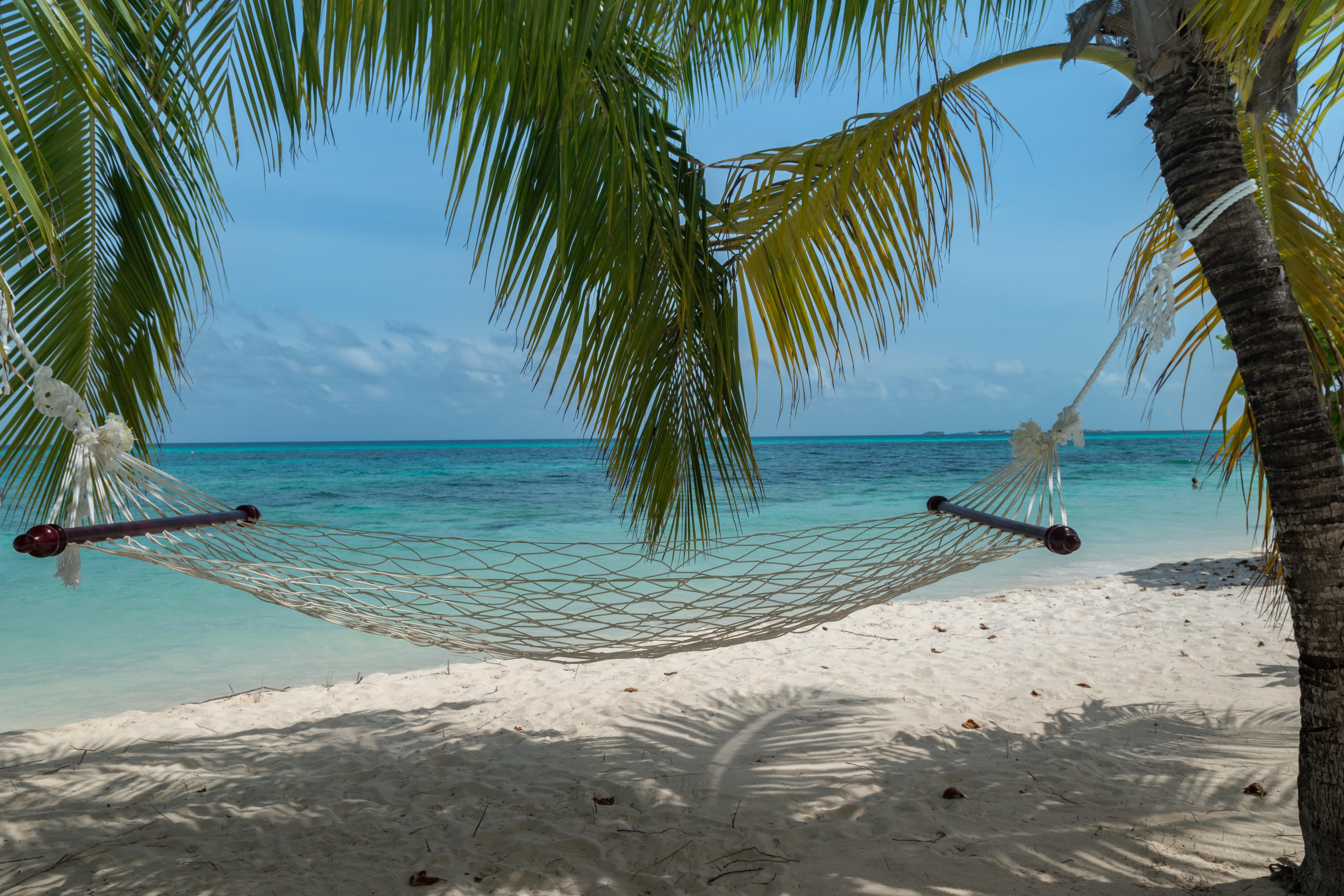

Kuredhdhoo est située dans le centre des Maldives, au Nord de l'atoll Faadhippolhu, dans la subdivision de Lhaviyani. 

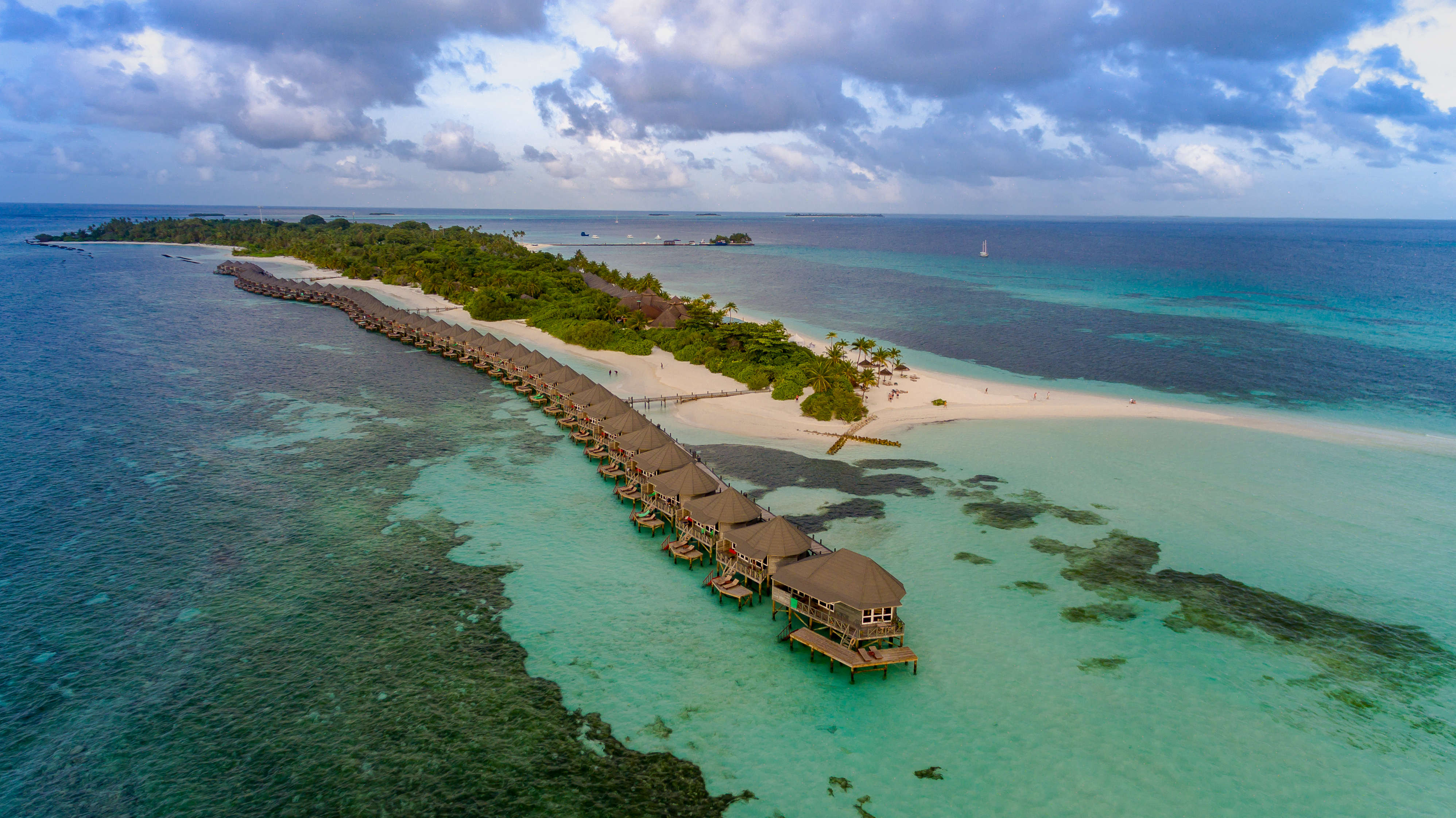
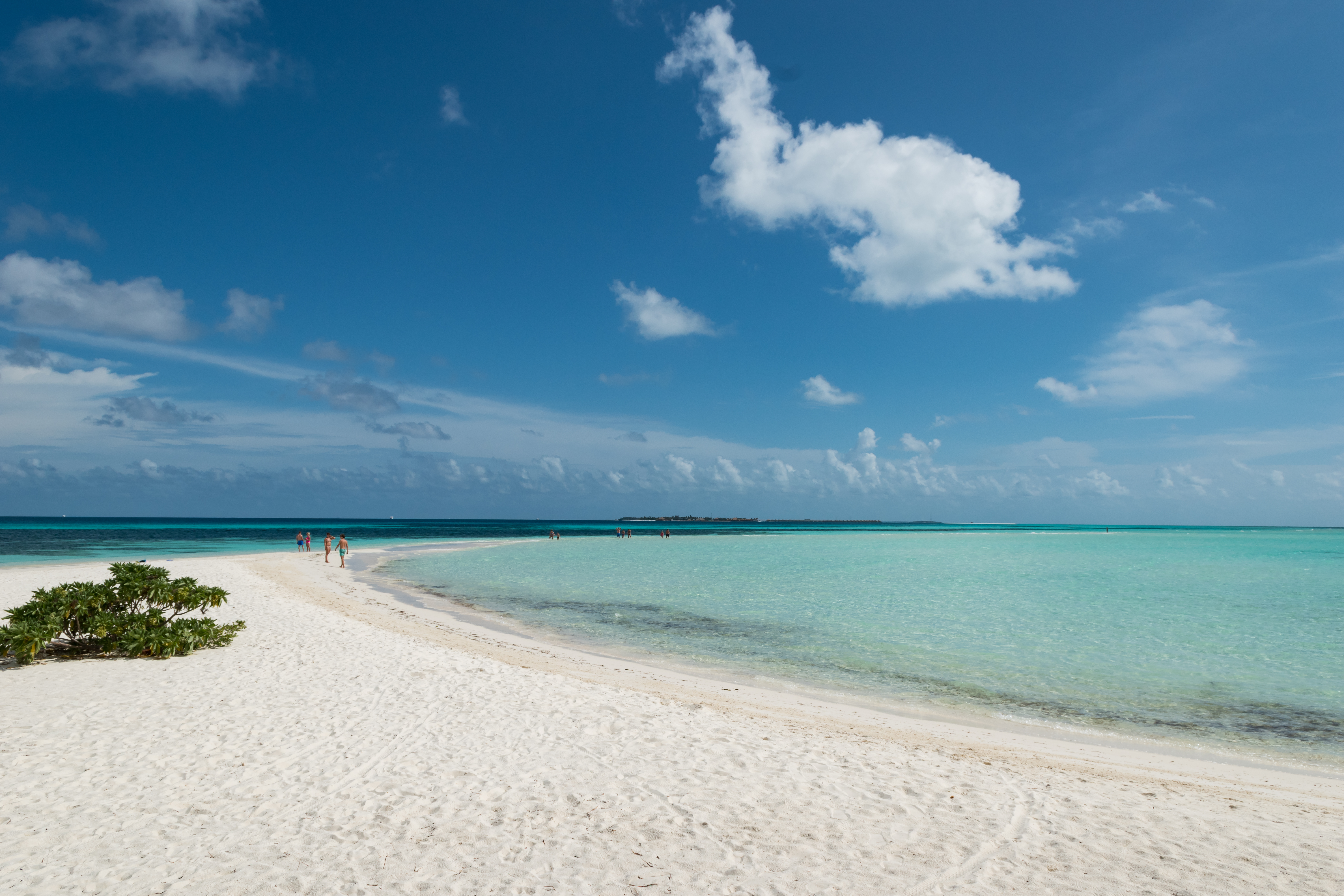

## Île-hôtel
Cette île inhabitée est devenue une des îles-hôtel de luxe et un des hauts lieux de plongée sous-marine aux Maldives, avec le Kuredu Island Resort & Spa, avec les nombreux bungalows de plage et bungalows lacustres du lagon de ce récif corallien.

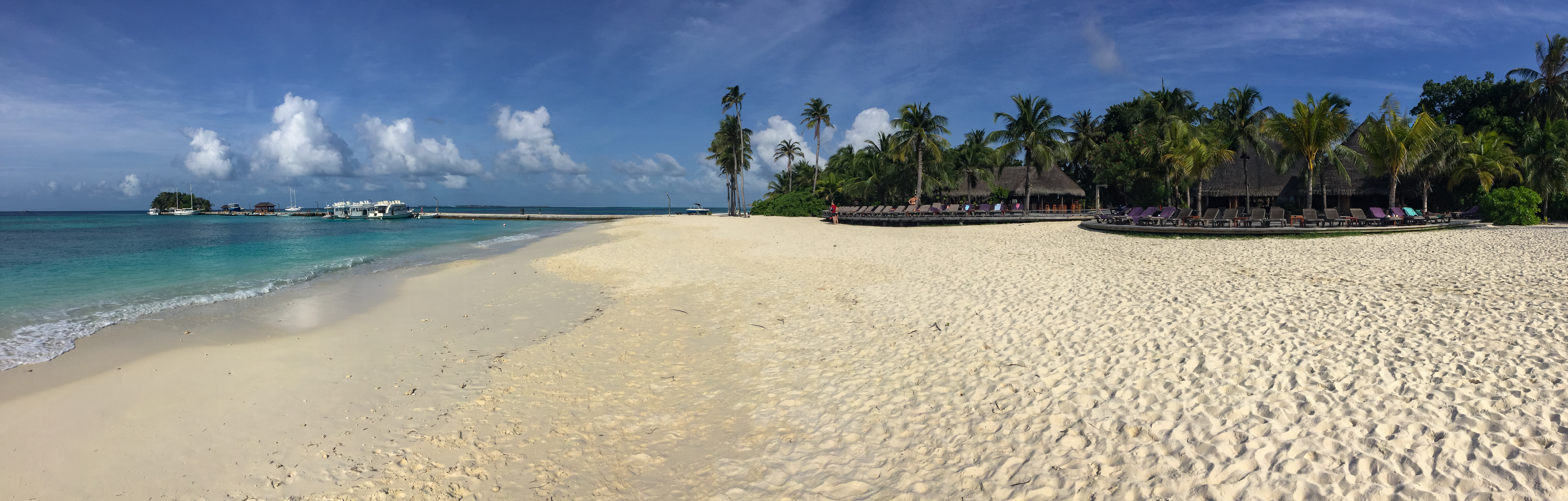